# Municipio de Canaan (condado de Athens)
El municipio de Canaan (en inglés: Canaan Township) es un municipio ubicado en el condado de Athens en el estado estadounidense de Ohio. En el año 2010 tenía una población de 1666 habitantes y una densidad poblacional de 16,65 personas por km².

## Geografía
El municipio de Canaan se encuentra ubicado en las coordenadas 39°18′49″N 82°0′0″O / 39.31361, -82.00000. Según la Oficina del Censo de los Estados Unidos, el municipio tiene una superficie total de 100.06 km², de la cual 98,5 km² corresponden a tierra firme y (1,56 %) 1,56 km² es agua.

## Demografía
Según el censo de 2010, había 1666 personas residiendo en el municipio de Canaan. La densidad de población era de 16,65 hab./km². De los 1666 habitantes, el municipio de Canaan estaba compuesto por el 93,16 % blancos, el 1,98 % eran afroamericanos, el 0,24 % eran amerindios, el 0,48 % eran asiáticos, el 0,36 % eran de otras razas y el 3,78 % eran de una mezcla de razas. Del total de la población el 1,5 % eran hispanos o latinos de cualquier raza.